# Bala Cynwyd
Bala Cynwyd ist ein Census-designated place in der Lower Merion Township im Montgomery County im US-Bundesstaat Pennsylvania. Das U.S. Census Bureau hat bei der Volkszählung 2020 eine Einwohnerzahl von 9.285 ermittelt.
Der Name geht auf die beiden Dörfer Bala und Cynwyd zurück, die aufgrund starker Bautätigkeit als eine zusammenhängende Siedlung wahrgenommen werden. Die Ortschaft ist vor allem wegen des Einkaufszentrums Bala Cynwyd Shopping Center und der Bahnstationen Bala und Cynwyd bekannt. Die beiden Ortschaften wurden in den 1680er Jahren von walisischen Quäkern gegründet, daher stammen auch die Namen. Der berühmteste Sohn der Gemeinde ist der ehemalige US-Außenminister Alexander Haig.
Die Ortschaft liegt direkt an der westlichen Stadtgrenze Philadelphias an der alten Landstraße nach Lancaster, wobei die Grenze im Südosten durch die City Avenue und im Nordosten durch den Schuylkill markiert wird. Der alte Ortskern von Cynwyd befindet sich etwa einen Kilometer nordwestlich der City Avenue.
Durch die Ortschaft führt die einstige Bahnstrecke der Pennsylvania Railroad (PRR) nach Reading. Die beiden Stationen an der Strecke, Bala an der Stadtgrenze und Cynwyd etwa einen Kilometer weiter nordwestlich, werden im Personenverkehr von der Linie R6 der Southeastern Pennsylvania Transportation Authority (SEPTA) bedient. Diese Strecke wurde nach dem Bankrott der PRR 1970 jenseits von Manayunk ein paar Kilometer weiter nordwestlich aufgegeben zugunsten der parallel verlaufenden Strecke der bis dato konkurrierenden Reading, so dass Cynwyd Endhaltestelle für alle Züge ist.

## Im Ort geboren
- Delphine Fitz Darby (1902–1995), Kunsthistorikerin
- James Pendergrass (1918–2009), Kryptoanalytiker und Marineoffizier
- Alexander Haig (1924–2010), Politiker, ehemaliger Außenminister